# Jhon Espinoza
Jhon Jairo Espinoza Izquierdo (Guayaquil, 1999. február 24. –) ecuadori válogatott labdarúgó, a svájci Lugano hátvédje.

## Pályafutása

### Klubcsapatokban
Espinoza az ecuadori Guayaquil városában született. Az ifjúsági pályafutását a Cuenca akadémiájánál kezdte.
2018-ban mutatkozott be a Cuenca felnőtt keretében. 2018-ban az Aucashoz, majd 2021-ben az észak-amerikai első osztályban szereplő Chicago Fire-höz igazolt. Először a 2021. április 25-ei, Atlanta United ellen 3–1-re elvesztett mérkőzés 86. percébe, Chinonso Offor cseréjeként lépett pályára. 2023. január 1-jén másfél éves szerződést kötött a svájci első osztályban érdekelt Lugano együttesével.

### A válogatottban
Espinoza az U20-as korosztályú válogatottban is képviselte Ecuadort.
2019-ben debütált a felnőtt válogatottban. Először a 2019. szeptember 11-ei, Bolívia ellen 3–0-ra megnyert barátságos mérkőzésen lépett pályára.

## Statisztikák
2023. február 5. szerint
| Klub         | Szezon   | Osztály            | Bajnokság | Bajnokság | Kupa  | Kupa | Nemzetközi | Nemzetközi | Összesen | Összesen |
| Klub         | Szezon   | Osztály            | Meccs     | Gól       | Meccs | Gól  | Meccs      | Gól        | Meccs    | Gól      |
| ------------ | -------- | ------------------ | --------- | --------- | ----- | ---- | ---------- | ---------- | -------- | -------- |
| Chicago Fire | 2021     | MLS                | 20        | 0         | 0     | 0    | —          | —          | 20       | 0        |
| Chicago Fire | 2022     | MLS                | 19        | 0         | 1     | 0    | —          | —          | 20       | 0        |
| Chicago Fire | Összesen | Összesen           | 39        | 0         | 1     | 0    | 0          | 0          | 40       | 0        |
| Lugano       | 2022–23  | Swiss Super League | 3         | 0         | 0     | 0    | —          | —          | 3        | 0        |
| Összesen     | Összesen | Összesen           | 42        | 0         | 1     | 0    | 0          | 0          | 43       | 0        |

### A válogatottban
| Válogatott | Év       | Pályára lépés | Gól |
| ---------- | -------- | ------------- | --- |
| Ecuador    | 2019     | 2             | 0   |
| Összesen   | Összesen | 2             | 0   |

## Sikerei, díjai
Lugano
- Svájci Kupa
  - Döntős (1): 2022–23